# Coastal Championship Wrestling
Coastal Championship Wrestling - незалежний промоушн реслінгу, створений у 2004 році Бруно Сассі.

## Про компанію
Незалежний промоушн заснував Бруно Сассі у 2004 році. Шоу виходить раз на місяць у форматі живих виступів. Хоча не виступами славиться CCW а їх молодими талантами. Зокрема на ринзі промоушну виступали нинішні зірки світового реслінгу: в 2005 році з'являвся Голдаст і навіть виграв титул чемпіона у важків вазі - CCW Heavyweight Championship. Згодом в тому ж 2005 (але вже трохи пізніше) там виступав МВП (Монтел Вонтевіус Портер). Це було саме до підписання контрактку суперзірки з Міжнародною Федерацією Реслінгу (WWE).
В нинішньому часі CCW важко привернути увагу. Але навіть з цього непростого становища Бруно зміг знайти вихід - співпраця з колигньоб зіркою реслінгу Річі Стімботом. Вряди годи компанія проводить змагання за участю деяких учнів Річі.

## Чемпіонські титули
| Назва титулу         | Чемпіон            | Місце виграшу          |
| -------------------- | ------------------ | ---------------------- |
| Heavyweight chsmpion | Енджел Сантос      | Корал-Спрінґс, Флорида |
| SEC Champion         | Джон зе Джет       | Корал-Спрінґс, Флорида |
| Tag-Team Champions   | Гваделупські брати | Корал-Спрінґс, Флорида |
| Showcase Champion    | Джессі Тупак       | Корал-Спрінґс, Флорида |